# Titularerzbistum Bostra
Bostra (italienisch Bosra) ist ein Titularerzbistum der römisch-katholischen Kirche. 
Es geht zurück auf einen untergegangenen Bischofssitz in der gleichnamigen antiken Stadt Bostra, die in der römischen Provinz Arabia Petraea lag. Das Erzbistum war der Sitz des Metropoliten der Kirchenprovinz Bostra.
| Titularerzbischöfe von Bostra |                                                          |                                                            |                   |                   |
| Nr.                           | Name                                                     | Amt                                                        | von               | bis               |
| 1                             | Giuseppe Maria Perrimezzi Titularerzbischof pro hac vice | emeritierter Bischof von Oppido Mamertina (Italien)        | 24. März 1734     | 17. Februar 1740  |
| 2                             | Dominicus Arcaroli                                       | emeritierter Bischof von Vieste (Italien)                  | 26. Juni 1818     | 25. Juni 1826     |
| 3                             | Francisco de Paul García Peláez                          | Koadjutorerzbischof von Guatemala                          | 27. Januar 1843   | 10. November 1845 |
| 4                             | Walter Herman Jacobus Steins SJ                          | Apostolischer Vikar von Western Bengalen (Indien)          | 11. Januar 1867   | 15. Mai 1879      |
| 5                             | Vincenzo Taglialatela (Tagliatela)                       | emeritierter Erzbischof von Manfredonia e Vieste (Italien) | 27. Februar 1880  | 1886              |
| 6                             | Francisco Sáenz de Urturi y Crespo OFM                   | emeritierter Erzbischof von Santiago de Cuba               | 27. April 1899    | 1903              |
| 7                             | Martín García y Alcocer OFM                              | emeritierter Bischof von Cebu (Philippinen)                | 30. Juli 1904     | 20. Mai 1926      |
| 8                             | Peter Joseph Hurth CSC                                   | emeritierter Bischof von Nueva Segovia (Philippinen)       | 12. November 1926 | 1. August 1935    |
| 9                             | Iwannis Gandour (Youhanna Gandour)                       |                                                            | 12. Dezember 1950 | 16. Juli 1961     |
| 10                            | John Patrick Cody                                        | Koadjutorerzbischof von New Orleans (USA)                  | 10. August 1961   | 8. November 1964  |
| 11                            | Iwannis Georges Stété                                    | emeritierter Erzbischof von Damaskus (Syrien)              | 20. August 1968   | 1971              |